# كولومبيا (فيرجينيا)
كولومبيا (بالإنجليزية: Columbia, Virginia)‏ هي بلدة أمريكية تقع في الولايات المتحدة في مقاطعة فلوفانان (فيرجينيا). يقدر عدد سكانها بـ 49 نسمة ومساحتها 0.5 كم2 ووترتفع عن سطح البحر 64 متر.